# Peter Petrovič Konovnicin
Grof Peter Petrovič Konovnicin (rusko Пётр Петро́вич Коновни́цын), ruski general, * 28. september 1764, † 28. avgust 1822.
Bil je eden izmed pomembnejših generalov, ki so se borili med Napoleonovo invazijo na Rusijo; posledično je bil njegov portret dodan v Vojaško galerijo Zimskega dvorca.

## Življenje
Rodil se je generalmajorju Petru Konovnicinu. Leta 1770 je kot kadet vstopil v Artilerijsko in inženirsko vojaško šolo, medtem ko je 27. septembra 1774 pričel z aktivno vojaško službo v Semjonovskem polku. 1. januarja 1785 je bil povišan v zastavnika. Udeležil se je rusko-švedske vojne 1788–1790.
22. junija 1791 je bil premeščen v redno kopensko vojsko s činom majorja. 27. avgusta istega leta pa je postal podpolkovnik in postal adjutant generalfeldmaršala Potemkina, s katerim se je udeležil zatrtja poljske vstaje.
17. septembra 1797 je bil povišan v generalmajorja in imenovan za poveljnika Kijevskega grenadirskega polka; 12. marca 1798 je postal poveljnik Uglitskega mušketirskega polka. A že 2. novembra istega leta je bil odpuščen iz vojaške službe.
Živel je na družinske posestu v peterburški provinci, kjer je decembra 1806 postal poveljnik Peterburške plemiške milice. 25. novembra 1807 je ponovno vstopil v aktivno vojaško službo in bil dodeljen za inštuktorja carja. 20. januarja 1808 je postal namestnik poveljnika Finske armade, s katero se je udeležil rusko-švedske vojne 1808-09; za zasluge je bil 12. aprila istega leta povišan v generalporočnika.
24. aprila 1809 je postal poveljnik Černigovskega mušketirskega polka in 3. pehotne divizije. Z divizijo se je udeležil tudi patriotske vojne leta 1812. 28. avgusta istega leta pa je postal poveljnik 3. pehotnega korpusa.
Januarja 1813 je postal poveljnik Grenadirskega korpusa. 12. decembra 1815 ga je car Aleksander I. imenoval za ministra za vojno; položaj je zasedal do 6. maja 1819. Istočasno pa ga je postavil za senatorja.
Po končanju ministrske kariere je bil 25. novembra 1819 imenovan za državnega svetnika in vrhovnega direktorja vojaških šol.